# Götaland
Götaland (latinski: Gothia) je najjužnija od tri švedske regije i sastoji se od pokrajina: Blekinge, Bohuslän, Dalsland, Halland, Skåne, Småland, Västergötland, Östergötland,  Gotland i Öland. Oblast obuhvaća sveukupno 140 općina (2010.)
Götaland ima površinu od 87 712 km². Broj stanovnika koji živi u ovoj regiji iznosi 4 488 448 osobe (prosinac 2009). Regija Götaland, Svealand i Norrland nemaju administrativno značenje ali se i pored toga ovi nazivi koriste svakodnevno, npr za vremensku prognozu. Čak i za športske lige koriste se ovi izrazi, npr: Druga nogometna liga Västra Götaland ili Druga nogometna liga Södra Götaland.

## Povijest
Teško je reći da se izraz Götaland koristio prije 15-og stoljeća. Tada se smatralo da Götaland čine pokrajine: Småland, Öland, Östergötland, Västergötland, Dalsland (prije se ova pokrajina zvala samo Dal) i Värmland. Šumovita i brdovita oblast Kolmården-Tiveden je bila granica između Svealanda i Götalanda.
Blekinge, Bohuslän, Gotland, Halland i Skåne počinju se računti kao dijelovi Götalanda u vrijeme kad je Švedska postala velesila i širila svoj teritorij.
Värmland se do 1815. godine smatrao kao dio Götalanda ali od tada postaje dio Svealanda.